# Chilobrachys assamensis
Chilobrachys assamensis is een spinnensoort in de taxonomische indeling van de vogelspinnen (Theraphosidae).
Het dier behoort tot het geslacht Chilobrachys. De wetenschappelijke naam van de soort werd voor het eerst geldig gepubliceerd in 1909 door Arthur Stanley Hirst.